# 16243 Розенбауер
16243 Розенбауер (16243 Rosenbauer) — астероїд головного поясу, відкритий 4 квітня 2000 року.
Тіссеранів параметр щодо Юпітера — 3,104.